# Biserica de lemn din Bozieș, Bistrița Năsăud

Biserica de lemn din Bozieş, județul Bistrița-Năsăud. Vedere sud-estică. Foto: 2009

Biserica de lemn din Bozieș

## Istoric și trăsături
Biserica este foarte veche, primul document care atestă existența ei menționează o reparație făcută la acoperișul de șindrilă în anul 1648. Biserica are hramul „Nașterea Maicii Domnului” (8 septembrie).